# Giallo all'italiana

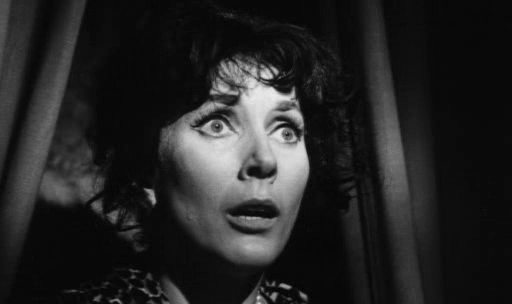
Valentina Cortese in una scena de La ragazza che sapeva troppo di Mario Bava (1963), considerato il capostipite del filone.

Il giallo all'italiana, in campo internazionale detto anche thrilling, spaghetti thriller o più semplicemente giallo, è stato un filone cinematografico nato in Italia negli anni 60 e sviluppatosi poi negli anni 70 del XX secolo, con caratteristiche diverse rispetto al filone classico del giallo inteso come letterario o cinematografico: il giallo all'italiana, infatti, mescola atmosfere thriller e temi tipici del cinema dell'orrore, e non preclude derive slasher tipiche dell'exploitation.

## Storia

### Antefatti: ilprotogiallo
Già nei primi anni 10 del XX secolo la produzione cinematografica italiana include un nutrito numero di pellicole con marcati elementi riconducibili a quello che diverrà il giallo all'italiana, trasposte da opere letterarie o teatrali, quando non basate su sceneggiature inedite: La mano della morta del 1916, Il triangolo giallo e La banda dei rossi ne sono alcuni esempi. Le trasposizioni in pellicola di opere letterarie firmate da pionieri del romanzo giallo italiano, come Carolina Invernizio, Emilio De Marchi, Giulio Piccini, Remigio Zena, Luigi Natoli, Arturo Olivieri Sangiacomo, Matilde Serao, Salvatore Farina e altri, porranno le basi per la strutturazione di un gusto popolare che, nel 1929, indurrà la casa editrice Arnoldo Mondadori Editore a lanciare la collana I libri gialli fornendo così le basi per ulteriori trasposizioni dal romanzo al film, grazie anche ad altri giallisti abili e prolifici come Alessandro Varaldo, Alessandro De Stefani, Tito A. Spagnol, Augusto De Angelis, Ezio D'Errico e Franco Enna.
La produzione cinematografica s'intensifica ulteriormente con l'avvento del sonoro, rafforzandone le precondizioni stilistiche negli anni 40 e 50 del Novecento. Film come Corte d'Assise, Grattacieli, Stasera alle undici e Joe il rosso saranno seminali nella tipizzazione, allorché pellicole successive come Ai margini della metropoli, Un maledetto imbroglio, Il bivio, Persiane chiuse, Operazione Mitra, Terrore sulla città, Cronaca di un delitto e Pensione Edelweiss, solo per citarne alcuni, costituiranno un linguaggio cinematografico nitido, il protogiallo per l'appunto, che sfocerà nel 1963 nella nascita formale del genere.

### Anni 60

Il killer senza volto in Sei donne per l'assassino di Mario Bava (1964), l'opera che codificò definitivamente le regole del giallo all'italiana.

Nel 1963 Mario Bava porta sugli schermi il film La ragazza che sapeva troppo, interpretato da Valentina Cortese, John Saxon e Letícia Román: la storia, macabra e lievemente ironica, narra di un personaggio contorto e spaventoso che semina orrore e morte per le strade di Roma. L'opera è considerata a posteriori la capostipite del giallo all'italiana, quella che ha aperto la strada ad altri registi e pellicole simili. Sino ad allora infatti i film caratterizzati da elementi truculenti erano resi sempre un po' inverosimili e irreali per mezzo di ambientazioni gotiche o ambientate in epoche passate, creando così una sorta di distacco emotivo tra la vicenda e lo spettatore.
È tuttavia nel 1964, con Sei donne per l'assassino sempre per la regia di Bava, che si delineano definitivamente quelli che saranno i tratti caratteristici del genere: l'assassino vestito con un impermeabile scuro, guanti e cappello, soggettive del killer, scene dei delitti diversificate nonché particolarmente elaborate e cruente (celebre quella in cui il viso della vittima viene ripetutamente premuto contro una stufa incandescente), musiche ossessive (ad esempio le celebri colonne sonore dei Goblin) e anche un pizzico di nudità (non ancora esplicita), tipica degli anni a venire.
Tra la fine degli anni 60 e l'inizio degli anni 70 del XX secolo nasce un nuovo sottogenere, il giallo erotico, nel quale vi è una maggiore attenzione per gli aspetti sessuali della vicenda, anche definito thriller dei quartieri alti dal regista Umberto Lenzi; lo stesso Lenzi firmerà la trilogia composta dai film Orgasmo (1969), Così dolce... così perversa (1969) e Paranoia (1970), in cui si mescolano erotismo, psicologia e intrighi del mondo della nobiltà. Un altro noto regista di questo genere è Sergio Martino con i film Lo strano vizio della signora Wardh (1971), Tutti i colori del buio (1972) e Il tuo vizio è una stanza chiusa e solo io ne ho la chiave (1972). Altri titoli di questo sottofilone sono Il dolce corpo di Deborah (1968) di Romolo Guerrieri, Nude... si muore (1968) di Antonio Margheriti, Femmine insaziabili (1969) di Alberto De Martino, 5 bambole per la luna d'agosto (1970) di Mario Bava, Perché quelle strane gocce di sangue sul corpo di Jennifer? (1972) di Giuliano Carnimeo, Ragazza tutta nuda assassinata nel parco (1972) di Alfonso Brescia, Nude per l'assassino (1975) di Andrea Bianchi e Il vizio ha le calze nere (1975) di Tano Cimarosa.

### Anni 70: ilthrilling

Rossella Falk in Giornata nera per l'ariete (1971) di Luigi Bazzoni, esempio di thrilling d'autore.

Durante gli anni 70 del Novecento, la rappresentazione formale e la narrazione delle pellicole di questo genere si infittiscono di delitti sempre più feroci e di forte impatto visivo: è questo il periodo di massima espressione del giallo all'italiana.
Fra il 1970 e il 1971 escono tre film di Dario Argento che consacrano definitivamente questo genere: L'uccello dalle piume di cristallo, Il gatto a nove code e 4 mosche di velluto grigio. Utilizzando la stessa formula di Bava, ma rimodernandone tecnica e stile, il regista riscuote un enorme successo, soprattutto negli Stati Uniti d'America, favorendo in patria (e non solo) un prolifico fenomeno d'imitazione, ovvero un nuovo filone di gialli dai connotati strettamente legati al modello argentiano. Rispetto ai precedenti film si privilegiò l'elaborata e scenografica messinscena dei delitti, con un maggior ricorso agli effetti speciali, fino ad allora ben poco utilizzati, e vere e proprie invenzioni che avrebbero dettato scuola nella specialità. Ben presto questo sottogenere di film assume la denominazione di thrilling, dal verbo thrill (letteralmente rabbrividire di emozione), usato qui come sostantivo.

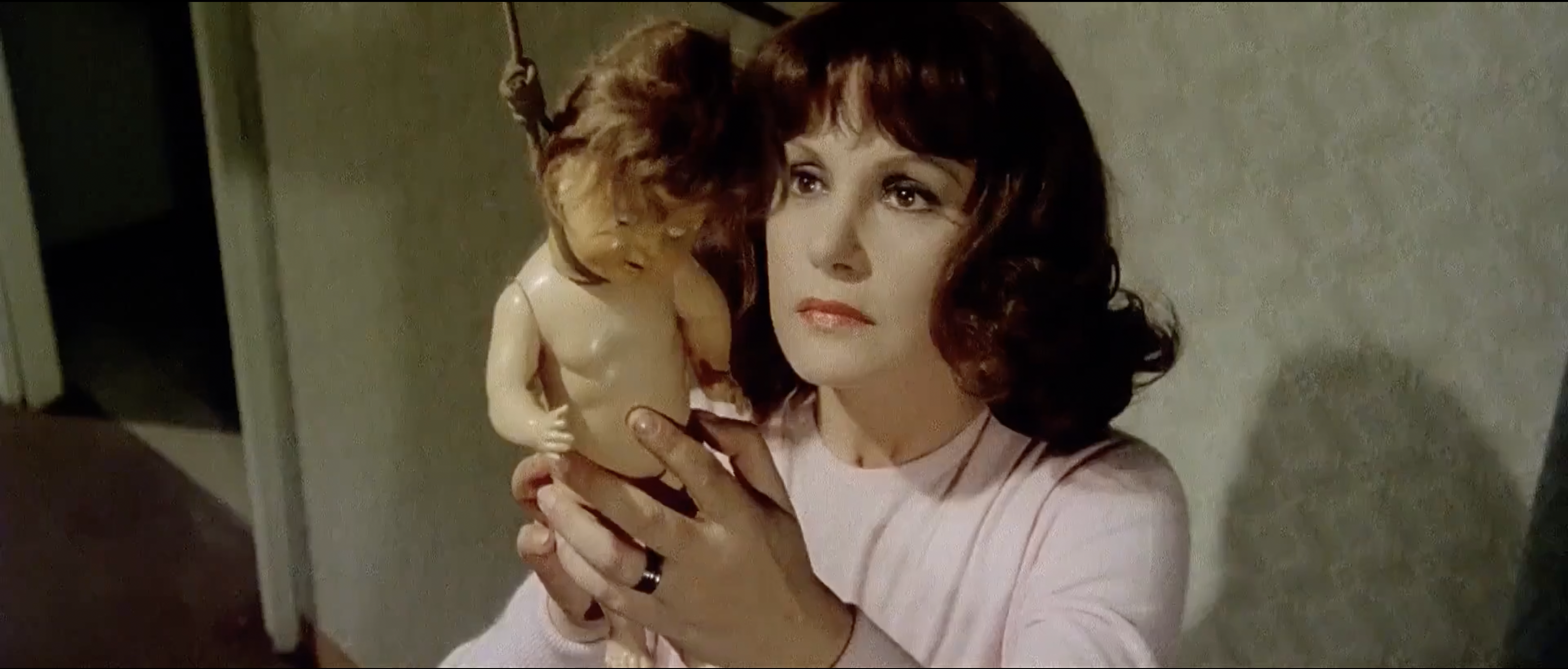
Giuliana Calandra nella sequenza che anticipa un nuovo omicidio in Profondo rosso di Dario Argento (1975), opera assurta a più famosa di tale filone cinematografico

Il thrilling assunse una connotazione sempre più violenta ed erotica, specializzandosi soprattutto nella descrizione della figura dell'assassino, non limitandosi al solo aspetto esteriore, ma sviscerando soprattutto la sua psiche. L'intenzione fu quella di far partecipare in qualche modo lo spettatore al delitto, tramite gli occhi stessi dell'omicida, utilizzando a tal fine una tecnica cinematografica abbastanza innovativa per l'epoca, detta soggettiva, in cui la posizione della macchina da presa coincideva con la stessa visuale di chi compie i delitti. L'assassino veniva solitamente rappresentato come uno psicopatico, mentre i protagonisti di questi film non erano il commissario intuitivo o il poliziotto senza paura di turno bensì persone comuni, invischiate loro malgrado negli eventi solo per puro caso. Ed è in questo contesto che la figura dell'omicida divenne protagonista e icona assoluta del filone, assumendo una tale importanza nel racconto da far passare spesso in secondo piano anche la stessa trama del film.

#### L'ascesa del genere

La casa dalle finestre che ridono di Pupi Avati (1976): una delle inquietanti finestre.

Oltre a imitarne il modello nei contenuti, questi nuovi thrilling si rifecero anche nei titoli ai primi film di Dario Argento, portacolori del genere anche all'estero, ha prodotto numerosi film di qualità e facendo affermare definitivamente il genere. Nacquerò così sulla scia de L'uccello dalle piume di cristallo, pellicole come La tarantola dal ventre nero, La coda dello scorpione, Una farfalla con le ali insanguinate, L'iguana dalla lingua di fuoco, La sanguisuga conduce la danza, L'uomo più velenoso del cobra, Il gatto dagli occhi di giada, Gatti rossi in un labirinto di vetro, La volpe dalla coda di velluto, Il sorriso della iena, Nella stretta morsa del ragno ovvero una ricca serie di film a titolazione zoonomica.
Ma nacquero anche dei film più autoriali che si distanziano in parte dal modello argentiano come Giornata nera per l'ariete di Luigi Bazzoni, Il profumo della signora in nero di Francesco Barilli, Cosa avete fatto a Solange? di Massimo Dallamano, E tanta paura di Paolo Cavara, La corta notte delle bambole di vetro e Chi l'ha vista morire? di Aldo Lado, La donna della domenica di Luigi Comencini, Gran bollito di Mauro Bolognini e Il mostro di Luigi Zampa. Nei primi anni 70 del XX secolo si ha un vero e proprio boom del thrilling, tant'è che solo tra il 1971 e il 1972 vennero girati e distribuiti nelle sale oltre trenta film appartenenti al filone, diretti dai maggiori registi italiani del cinema di genere; tra questi sono da menzionare Mio caro assassino di Tonino Valerii, un giallo avvincente e a lungo trascurato, e L'etrusco uccide ancora di Armando Crispino, uno dei primi esempi di contaminazione tra giallo e horror, considerato il capostipite del "filone archeologico" di questo genere cinematografico.
Nel 1975 Dario Argento realizza Profondo rosso (film che inizialmente avrebbe dovuto avere anch'esso un titolo dal richiamo faunistico, ovvero La tigre dai denti a sciabola) che ottiene un grande successo, anche a livello internazionale, ed è considerato da molti critici e dagli stessi fan come uno dei titoli più riusciti nella storia del giallo all'italiana; Profondo rosso è sicuramente, tra tutte le opere thrilling, quella più famosa e celebrata, ancora oggi trasmessa spesso e con successo in televisione.

Sette note in nero di Lucio Fulci (1977): il particolare degli occhi, cifra stilistica tipica del regista.

Lucio Fulci, futuro maestro del gore italiano, girerà contributi di indubbio valore come l'hitchockiano Una sull'altra, lo psichedelico Una lucertola con la pelle di donna, il rurale Non si sevizia un paperino e l'onirico Sette note in nero.
Il regista emiliano Pupi Avati dirigerà nel 1976 uno dei più famosi gialli horror italiani, La casa dalle finestre che ridono. Ironicamente l'anno successivo è la volta del parodistico Tutti defunti... tranne i morti che oltre agli stessi regista e sceneggiatori, presenta molti attori della precedente pellicola.
Altri film sono anche precursori dello slasher (in particolare della saga hollywoodiana di Venerdì 13), come Reazione a catena di Mario Bava o I corpi presentano tracce di violenza carnale di Sergio Martino.

### Anni 80: il declino
Con l'arrivo degli anni 80 del Nocevento, e la nascita negli Stati Uniti d'America di un nuovo modo di fare cinema thriller e horror, il giallo all'italiana ha quasi terminato di esistere.

Renée Simonsen in Sotto il vestito niente di Carlo Vanzina (1985), tra le ultime opere afferenti al filone originale.

Poche sono state le pellicole che sono rimaste devote ai primi film del genere; tra queste ci sono Tenebre, Phenomena e Opera di Dario Argento, Macabro, La casa con la scala nel buio, Morirai a mezzanotte e Le foto di Gioia di Lamberto Bava (figlio di Mario), Caramelle da uno sconosciuto di Franco Ferrini, L'assassino è ancora tra noi di Camillo Teti, Il mostro di Firenze di Cesare Ferrario e Tramonti fiorentini di Gianni Siragusa e Paolo Frajoli (questi ultimi tre titoli ispirati al caso del Mostro di Firenze), Lo squartatore di New York e Murderock - Uccide a passo di danza di Lucio Fulci, e infine Mystère e Sotto il vestito niente di Carlo Vanzina.